# Batalla de Tornow
La batalla de Tornow se libró entre las fuerzas de Prusia y Suecia el 26 de septiembre de 1758 durante la guerra de los Siete Años, cerca de la actual Fürstenberg, cerca del río Havel, entonces llamada Tornow, en el Gran Ducado de Mecklemburgo-Strelitz.
Los prusianos enviaron a 6000 hombres, liderados por el general Wedel, para proteger Berlín. Wedel atacó agresivamente y ordenó a su caballería cargar contra una fuerza sueca de unos 600 hombres en Tornow. Los suecos lucharon valientemente durante seis asaltos, pero la mayoría de la caballería sueca se perdió y su infantería tuvo que retirarse ante las fuerzas prusianas más fuertes.
Las batallas entre Prusia y Suecia continuaron con la batalla de Fehrbellin el 28 de septiembre de 1758.